# Dimitri Dineff
Dimitri Dineff est un acteur français d'origine bulgare.

## Filmographie succincte
- 1955 : L'Affaire des poisons d'Henri Decoin
- 1957 : L'Homme à l'imperméable de Julien Duvivier
- 1960 : Les Cinq Dernières Minutes, épisode Le Dessus des cartes de Claude Loursais
- 1962 : Vivre sa vie de Jean-Luc Godard
- 1962 : Commandant X - épisode : Le dossier Morel de Jean-Paul Carrère
- 1964 : L'Abonné de la ligne U de Yannick Andreï
- 1965 : Les Cinq Dernières Minutes, épisode Bonheur à tout prix de Claude Loursais
- 1968 : Les Demoiselles de Suresnes, série de Pierre Goutas